# Австрийская национальная библиотека

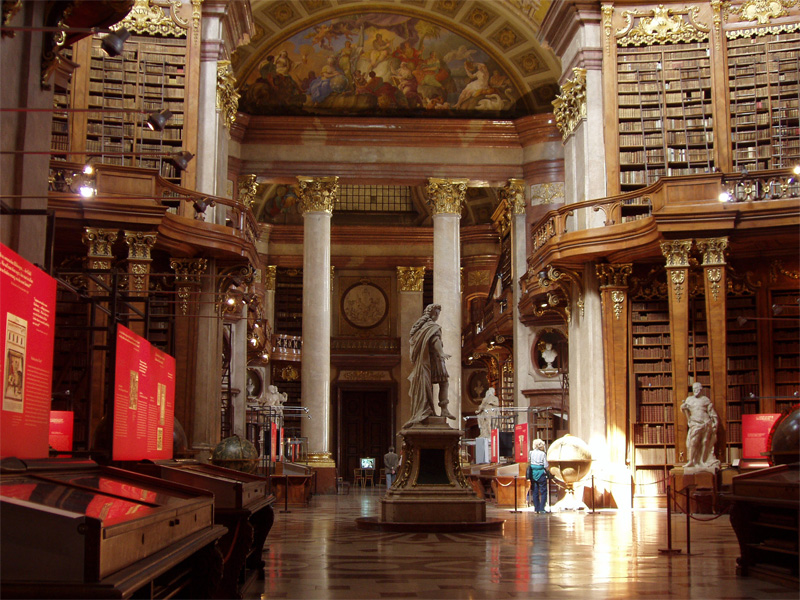
Интерьеры библиотеки

Австрийская национальная библиотека (нем. Österreichische Nationalbibliothek, англ. Austrian National Library) — крупнейшая библиотека в Австрии. Расположена в венском дворце Хофбург.

## История
Австрийская национальная библиотека берёт своё начало от средневековой императорской библиотеки. Герцог Альбрехт III (1349—1395) начал собирать книги, а также организовал переводы многих произведений с латинского языка на немецкий. Всё это он хранил в часовне Хофбурга. Император Фридрих III (1415—1493) дополнил коллекцию, привезя в столицу некоторые ценные книги. После него большой вклад в развитие библиотеки сделал император Максимилиан I (1459—1519), ставший обладателем приданого первой жены, в том числе книг из Бургундии, которые он перевёз в Хофбург. Вторая жена императора Бьянка Мария Сфорца в качестве приданого привезла книги из Италии.
После смерти Максимилиана книги хранились в Инсбруке. В это время библиотека пополнилась научными трудами австрийских учёных, глобусами, картами и атласами, а фонды значительно увеличились, благодаря пожертвованиям из личных коллекций богатых граждан. К 1575 году коллекция уже насчитывала 9 тыс. экземпляров, и для ухода за ней был нанят первый библиотекарь.
С 1624 года по распоряжению Фердинанда II государственная казна стала регулярно выделять средства на расширение библиотеки.
В 1722 году Карл VI приказал построить отдельное здание в Хофбурге для императорской библиотеки. Коллекция продолжала расширяться — принц Евгений Савойский организовал сбор средств, благодаря которым удалось приобрести около 15 тыс. томов во Франции и Италии. В это же время была организована картотека.
После провозглашения Австрийской Республики в 1920 году библиотека была переименована в Австрийскую национальную библиотеку.
В 1985 году было принято решение о создании здесь музея глобусов (в коллекции которого на момент открытия было 240 глобусов - самый старый из которых был сделан в 1535 году).

## Коллекции
Австрийская национальная библиотека располагается в помещениях дворца Хофбург, бывшей резиденции императорской семьи Габсбургов. Здесь хранятся экземпляры всех австрийских изданий, работы австрийских авторов, изданных за рубежом, а также произведения об Австрии. В коллекциях хранится более 7,5 млн экземпляров книг, 180 тыс. папирусов, самый древний из которых датирован XV-м веком до нашей эры. Кроме того, здесь находятся рукописи, старинные и редкие книги (например, Венский Генезис VI века), карты, глобусы, картины, фотографии, автографы, плакаты, партитуры известных композиторов, таких как Брукнер и Штраус.
Также библиотека известна тем, что здесь хранится около 8 тыс. инкунабул.
Кроме того, библиотека имеет отдел литературы на искусственных языках. Это крупнейшая в мире коллекция книг и описаний искусственных языков, в том числе эсперанто, идо и других.
Каталоги библиотеки оцифрованы и доступны онлайн.

## Музеи
В составе библиотеки действует несколько музеев, в том числе Музей папирусов, Музей глобусов, Музей эсперанто.